# Forêt d'Harhoura
La forêt d'Harhoura (en Arabe: غابة الهرهورة ) est une forêt appartenant à la Préfecture de Skhirate-Témara au Maroc. La forêt d'El Harhoura s'étend sur 62 hectares et son couvert botanique est constitué majoritairement de pins.
La forêt d'Harhoura jouxte le stade municipal de la ville de Témara, et n'est séparée que par la route côtière de la plage d'Harhoura, et il y a un campement appartenant au ministère de la jeunesse et des sports, des associations l'utilisent également pour organiser des camps d'été ou des voyages tout au long de l'année.
La forêt d'El Harhoura est un débouché écologique important pour la région, et c'est un lieu pour les visiteurs de pratiquer des sports ou des activités sportives ou pour une promenade.